# Onderzoeksraad voor Veiligheid
De Onderzoeksraad voor Veiligheid (OVV) is een zelfstandig bestuursorgaan (zbo) in Nederland dat na rampen, grote ongevallen of andersoortige incidenten onderzoek kan doen naar de oorzaken en gevolgen van het betreffende incident. Dit orgaan is per 1 februari 2005 ontstaan als opvolger van de Raad voor de Transportveiligheid, die op zijn beurt de opvolger was van de Spoorwegongevallenraad, de Raad voor de Luchtvaart en de Commissie Binnenvaartrampenwet. Ook de Marineraad werd per 2005 onderdeel van de OVV.
Het werk van de Onderzoeksraad is met name gericht op het verbeteren van de veiligheid en het voorkomen van ongevallen in de toekomst.

## Ontstaan
De Onderzoeksraad is ingesteld in de Rijkswet Onderzoeksraad voor veiligheid en valt, als zbo, onder het ministerie van Justitie en Veiligheid. Het is de opvolger van de Raad voor de Transportveiligheid voor incidenten op transportgebied en van de Tijdelijke Commissie Ongevallenonderzoek Defensie voor incidenten betreffende een van de krijgsmachtonderdelen.

## Geschiedenis
Al in 1909 werd de Raad voor de Scheepvaart opgericht om onderzoek te doen naar de oorzaak van rampen en ongevallen. In de decennia daarna volgden de Commissie Binnenvaartrampenwet (1931), de Raad voor de Luchtvaart (1937) en de Spoorwegongevallenraad (1956). Deze commissie en raden oordeelden onafhankelijk, maar in de praktijk werden de onderzoeken vaak gedaan door de inspecties van Verkeer en Waterstaat. Aan het eind van de twintigste eeuw werd de roep om volledig onafhankelijk onderzoek steeds luider. Daarom werd in 1999 de Raad voor Transportveiligheid opgericht.
Begin 21e eeuw ontstond de behoefte om niet alleen onderzoek te doen naar transportveiligheid. De Tweede Kamer wilde meer sectoren onderbrengen bij een permanent onderzoeksinstituut om te voorkomen dat er steeds een tijdelijke commissie werd aangesteld na een voorval. De Nederlandse regering kwam na de vuurwerkramp in Enschede (2000) en de Nieuwjaarsbrand in Volendam (2001) met de 'Rijkswet Onderzoeksraad voor veiligheid'. Daaruit is per februari 2005 de Onderzoeksraad voor Veiligheid voortgekomen.
Recente grote onderzoeken werden verricht na rampen als de Schipholbrand in 2005 en de ramp met vlucht MH17 in 2014. De Onderzoeksraad kan ook thematische onderzoeken doen, bijvoorbeeld naar het stelsel van Bewaken en Beveiligen (2021), naar de wijze waarop burgers in Nederland worden beschermd tegen de risico’s van soms jarenlange industriële uitstoot (2021) en de crisisaanpak van het kabinet tijdens de coronacrisis (2023).

## Werkwijze
De Onderzoeksraad trekt lessen na onderzoek om de veiligheid in Nederland te vergroten. De Onderzoeksraad is onafhankelijk van de Nederlandse overheid en andere partijen. Bij bepaalde voorvallen in de luchtvaart, scheepvaart, industrie en railsector is de Onderzoeksraad volgens de wet verplicht om onderzoek te doen. In andere gevallen besluit de Raad zelf welke voorvallen en onderwerpen worden onderzocht. De Onderzoeksraad bestaat uit minimaal 3 en maximaal 5 leden en wordt bij de werkzaamheden ondersteund door een voor de Onderzoeksraad werkzaam bureau. Bij dit bureau werken zo’n 80 medewerkers onder leiding van de secretaris directeur. De Onderzoeksraad kan externe specialistische kennis inhuren, bijvoorbeeld bij een ingenieursbureau, een universiteit of een van de Rijksinspecties.
De onderzoeken van de Onderzoeksraad moeten bijdragen aan:
- het bieden van zekerheid over de oorzaak van een voorval, of
- het agenderen van veiligheidsvraagstukken die onvoldoende aandacht krijgen, of
- het versterken van het lerend vermogen, of
- het doorbreken van een impasse.

Na het onderzoek publiceert de Onderzoeksraad een rapport over de bevindingen. Vaak staan hierin ook aanbevelingen voor de toekomst. De focus van de Onderzoeksraad is het vergroten van de veiligheid, de Raad wijst zelf geen schuldigen aan.

## Leden
De permanente leden zijn:
- Chris van Dam, voorzitter
- vacature, raadslid
- Erica Bakkum, raadslid

De buitengewone raadsleden zijn:
- Pieter Bindt
- Colette Alma-Zeestraten
- Marianne Bloos
- Maria Henneman
- Hans Vermaak
- Marjolein ten Kroode
- Ruben Sicking

## Voorzitters
De Onderzoeksraad voor Veiligheid kende achtereenvolgens de volgende voorzitters: 
- Pieter van Vollenhoven, februari 2005 tot en met januari 2011
- Tjibbe Joustra, februari 2011 tot en met april 2019
- Jeroen Dijsselbloem, van mei 2019 tot en met september 2022
- Chris van Dam, van mei 2023 tot en met heden